# Wehringen
Wehringen là một đô thị ở huyện Augsburg bang Bayern nước Đức. Đô thị Wehringen có diện tích 13,96 km², dân số thời điểm ngày 31 tháng 12 năm 2006 là 2923 người.